# Miranda (måne)
 For alternative betydninger, se Miranda. (Se også artikler, som begynder med Miranda)
Miranda er en af planeten Uranus' måner: Den blev opdaget den 16. februar 1948 af Gerard P. Kuiper, og har navn efter Prosperos datter i William Shakespeares skuespil The Tempest. Månen Miranda kendes desuden også under betegnelsen Uranus V (V er romertallet for 5).
De hidtil eneste nærbilleder af Miranda stammer fra rumsonden Voyager 2's forbiflyvning i januar 1986: På dette tidspunkt vendte Miranda sin sydlige halvkugle mod Solen, så det er kun denne del af månen der er blevet observeret fra nært hold.

## Mirandas overflade
Overfladen på Miranda består formodentlig mest af vand-is, mens månens indre udgøres af silikat-klippemateriale og organiske forbindelser, herunder metan. Overfladen gennemskæres af enorme kløfter der sine steder er 20 kilometer dybe, og imellem kløfterne ses ujævnt terræn der bærer præg af intens geologisk aktivitet tidligere i Mirandas historie. Man finder også furede strukturer som muligvis skyldes "varm" is der er presset op fra månens indre.
Man går ud fra at tidevandskræfter er energikilden til al denne geologiske aktivitet. En anden teori, som dog ikke regnes for særlig sandsynlig, forklarer de dramatiske landskaber på Miranda med et stort meteornedslag på et tidspunkt i månens historie.
Mirandas omløbsbane omkring Uranus hælder mere end 4 grader i forhold til Uranus' ækvator, hvilket er overraskende højt for en måne der "færdes" tæt på Uranus — sådanne "nære måners" omløbsbane bliver normalt "trukket" ind imod planetens ækvatorplan. En mulig forklaring kan være, at Miranda tidligere har haft en anden bane, som bragte den tre gange rundt om Uranus på den tid Umbriel foretog ét omløb. I så fald har Umbriels tiltrækningskraft bidraget til de tidevandskræfter der påvirker Miranda og dens aktive indre.